# Samir Ujkani
Samir Ujkani (Vučitrn, Yugoslavia, 5 de julio de 1988) es un exfutbolista albano-kosovar que jugaba como portero.

## Selección nacional
En 2007 recibió el pasaporte albanés y pasó a jugar de las categorías inferiores de la selección de Albania. Con la absoluta disputó 20 encuentros entre 2008 y 2013, hasta que el 6 de marzo de 2014 decidió jugar con la selección de Kosovo en el primer amistoso reconocido por la FIFA.

## Clubes
| Club                | País    | Año       |
| ------------------- | ------- | --------- |
| U. S. Palermo       | Italia  | 2007-2009 |
| Novara Calcio       | Italia  | 2009-2012 |
| U. S. Palermo       | Italia  | 2012-2013 |
| A. C. ChievoVerona  | Italia  | 2013      |
| U. S. Palermo       | Italia  | 2013-2015 |
| Genoa C. F. C.      | Italia  | 2015-2016 |
| U. S. Latina Calcio | Italia  | 2016      |
| A. C. Pisa          | Italia  | 2016-2017 |
| U. S. Cremonese     | Italia  | 2017-2018 |
| Çaykur Rizespor     | Turquía | 2018-2019 |
| Torino F. C.        | Italia  | 2019-2021 |
| Empoli F. C.        | Italia  | 2021-2023 |

## Palmarés

### Títulos nacionales
| Título                             | Club          | País   | Año  |
| ---------------------------------- | ------------- | ------ | ---- |
| Lega Pro Prima Divisione           | Novara Calcio | Italia | 2010 |
| Supercoppa di Lega Prima Divisione | Novara Calcio | Italia | 2010 |